# فينيسيوس دا سيلفا ساليس
فينيسيوس دا سيلفا ساليس الشهير باسم فينيسيوس دا سيلفا (30 أكتوبر 1982) لاعب كرة قدم برازيلي يلعب حاليا لصالح نادي صحم العماني في مركز الظهير الأيمن من 2012.

## روابط خارجية
- فينيسيوس دا سيلفا ساليس على موقع Soccerway.com (الإنجليزية)
- فينيسيوس دا سيلفا ساليس على موقع كووورة